# Doris Mary Stenton
Doris Mary Stenton, Lady Stenton (1894–1971) est une historienne britannique spécialiste du Moyen Âge.

## Biographie
Née Doris Mary Parsons, elle est la fille de John Parsons et de sa femme Amelia Wadhams. Elle est leur unique enfant et est née à Reading, Berkshire, le 27 août 1894. Son père est ébéniste. Elle fréquente l'Abbey School de Reading avant d'entrer au University College de Reading en 1912. Elle obtient un diplôme de première classe à Londres en 1916. En 1919, elle épouse Frank Stenton, qui occupe la première chaire d'histoire à Reading et est déjà connu comme médiéviste.
Même avant son mariage, cependant, Stenton commence à travailler sur la transcription des chartes du chapitre de la cathédrale de Lincoln. Ce projet conduit au premier des travaux éditoriaux de Stenton, l'édition de The Earliest Lincolnshire Assize Rolls, AD 1202-1209 qui est publiée par la Lincoln Record Society en 1926. Un autre résultat du projet Lincoln est la renaissance de la Pipe Roll Society, devenue inactive. En 1922, les Stenton, avec le chanoine Foster de la cathédrale de Lincoln et Leonard Owen, entament des discussions qui ravivent la société. D'autres conversations conduisent Doris Stenton à être nommée secrétaire organisatrice de la société en 1923. C'est principalement grâce à ses efforts que la société devient une importante source d'édition pour les historiens médiévaux.
En 1948, Stenton obtient un doctorat en lettres de Reading et en 1953, elle est élue membre de la British Academy (FBA). Elle est également connue sous le nom de Lady Stenton à partir de 1948, lorsque son mari est fait chevalier. Elle reçoit des doctorats honorifiques de l'Université de Glasgow et de l'Université d'Oxford et est membre honoraire du St Hilda's College d'Oxford. Elle devient maître de conférences au département d'histoire de Reading en 1952 et lectrice dans ce département en 1955.
Jusqu'à la mort de Frank Stenton en 1967, elle et son mari sont engagés dans de nombreux projets d'écriture, mais après la mort de son mari, elle se concentre sur l'achèvement de la troisième édition de son Angleterre anglo-saxonne ainsi que sur la publication d'une édition complète de ses articles. Elle le termine en 1971. Elle est touchée par la surdité au cours de ses dernières années et est décédée le 29 décembre 1971 à Reading après une maladie d'une semaine. Elle est enterrée à Halloughton, Nottinghamshire, le 5 janvier 1972 dans la même tombe que son mari.